# دوبراچه (آرییه)
دوبراچه (به صربی: Dobrače) یک منطقهٔ مسکونی در صربستان است که در آرییه واقع شده‌است. دوبراچه ۳۴٫۰۳ کیلومتر مربع مساحت و ۶۴۶ نفر جمعیت دارد و ۶۶۸ متر بالاتر از سطح دریا واقع شده‌است.